# Ибрагимов, Тимур Олегович
Тимофей Чернавин (род. 31 октября 1974, Ленинград, СССР) — российский поп-исполнитель, композитор, аранжировщик, автор песен.

## Биография
Воспитание получил в творческой семье. Отец, Олег Михайлович Ибрагимов, выпускник Института Культуры был руководителем эстрадно-симфонического оркестра. Мать, Нелли Александровна Смолина, окончила тот же ВУЗ по специальности режиссёр массовых мероприятий. Бабушка, Галина Николаевна Знаменская, до преклонного возраста работала преподавателем вокального отделения в Орловском колледже культуры.
Ибрагимов получил музыкальное образование в детской творческой студии «Синкопа», где начинали своё обучение многие популярные артисты. А также будущий артист занимался с педагогами индивидуально. К окончанию средней школы освоил разные музыкальные инструменты (ударные, фортепиано, скрипка, бас-гитара, электрогитара).

## Музыкальная карьера
С 1989 по 1992 год Тимур Ибрагимов входил в состав группы «Неоновый Мальчик». Дебют состоялся 8 декабря 1989 года в шоу «Поп-антенна». 7 января 1990 года Тамара Максимова приглашает коллектив на съёмку Телемарафона Детского Фонда. Группа «Неоновый Мальчик» объездила с концертами практически весь Советский Союз, получила множество федеральных эфиров на телевидении.
В 1991 году Тимур написал свою первую песню «Каникулы в Сан-Диего» на слова Валерия Панфилова. Композицию исполнил солист группы «Неоновый мальчик» Сергей Макаров. Песня была представлена на Международном телевизионном фестивале «Шлягер-92» и заняла почётное III место.
В марте 1992 года Т. Ибрагимов отработал в СКК (Санкт-Петербург) на сольном концерте Богдана Титомира в качестве музыканта (бас-гитара).
В 1992 году  Тимур Ибрагимов вышел из состава группы «Неоновый Мальчик» и собрал собственную группу под названием «Тимур и его команда». Первое выступление состоялось на концерте «Питер поп-шоу» во Дворце Спорта «Юбилейный»
В 93-м году на студии «Гармония» вышел первый альбом коллектива «Тимур и его команда» под одноимённым названием.
В 1994 году на очередном фестивале «Шлягер» была представлена песня группы «Тимур и его команда» «Я не вернусь». Коллектив стал лауреатом I премии музыкального конкурса.
В 1995 году на ZeKo records вышел второй альбом группы «Тимур и его Команда» «Я не вернусь». Заглавная песня пластинки стала хитом середины 90-х.
В 1997 году композитор пробует себя в роли аранжировщика. Его очередной работой становится новая версия гимна ФК «Зенит» под названием «Наш Зенит». Гимн открывал матчи петербургской футбольной команды.
В 1999 году Ибрагимов записал альбом «Очарованный странник». Презентация состоялась в концертном зале «Олимпия», в том же году.
В 2000 году артист стал лауреатом телефестиваля «Серебряный ключ» с песней «Финские парни». Данная композиция была включена во многие танцевальные сборники.
В 2001 году вышел трек «Летняя пора», которую исполнила группа «Дискомафия». Т. Ибрагимов стал лауреатом фестиваля «Песня года» как автор музыки и текста.
В мае 2002 года группа «Тимур и его команда» с аншлагом выступила в санкт-петербургском Театре Эстрады с концертной программой, посвящённой десятилетию творческой деятельности коллектива.
В том же году Тимур написал гимн для русскоязычного музыкального телеканала МУЗ-ТВ — «Звёзды МУЗа — МУЗ-ТВ с тобой», который исполнили популярные артисты отечественной музыкальной сцены. В 2011 году гимн был перезаписан в новой аранжировке с новыми «звёздами» шоу-бизнеса.
В 2003 году Т. Ибрагимов сочинил финальную песню фестиваля «Юрмала-Новая волна».
В этом же году композитором Т. Ибрагимовым была написана песня
«Санкт-Петербург» (текст Евы Кондрашёвой), ставшая новым неофициальным гимном города.
В 2005 году был записана песня «Страна, которую мы не потеряли». В исполнении заслуженного артиста России Виталия Псарёва она завершала петербургский фестиваль «Славься, Отечество», проходивший в БКЗ «Октябрьский».
В январе 2006 года композитор выпустил очередной альбом на KDK-records под названием «Я не верю дождям». В поддержку альбома состоялся сольный концерт в Театре Эстрады в Санкт-Петербурге.
В 2012 году была издана песня Тимура Ибрагимова «Новое время», ставшая заключительной на фестивале «Возьмёмся за руки, друзья» в Санкт-Петербурге.
В 2013 году артист собрал новый коллектив «Ленинградская Музыкальная Корпорация» («ЛМК») и взял псевдоним Тимофей Чернавин.
Группа «ЛМК» и её лидер Тимофей Чернавин продолжили написание песен, создание аранжировок для других артистов, проводили съёмки клипов, выступали на разных концертных площадках и активно гастролировали.
В 2012—2013 годах Т. Ибрагимов, в рамках проекта «ЛМК», совместно с единомышленниками коллектива в качестве сессионных музыкантов, создали новые версии хитов «Девочка ждёт», «Королева двора», «Кот кошку любил» для Николая Кима и группы «Арамис» и «Суббота есть суббота» для Игоря Скляра.
В 2013 году группа «ЛМК» приняла участие конкурса «Новые песни» проекта «Золотая дорожка» на «Дорожном радио» и стала его победителем с песней «Майский ливень».
В 2014 году Тимофей Чернавин с проектом «ЛМК» принял участие в шоу «Танцплощадка» в ДС «Юбилейный» (Санкт-Петербург).
В 2015 году Т. Ибрагимов написал песню «Парус надежды над Невой». Она стала финальной композицией Фестиваля музыки народов России и ближнего зарубежья, проходившем в БКЗ «Октябрьский» (Санкт-Петербург).
В 2016 году Тимур в сотрудничестве с INTY, лидером эквадорской этно-поп-группы Pakarina, записал совместную композицию «Джунгли Амазонии», которая представляла собой смесь южно-американской этнической музыки и современной популярной песни.
27 ноября 2016 года Т. Ибрагимов и музыканты проекта «ЛМК» приняли участие в шоу «Дискотека 80-х» от «Авторадио» в Ледовом дворце Санкт-Петербурга как аккомпанирующий состав певца Ромы Жукова.
В марте 2017 года Тимур Ибрагимов отправился в тур по городам России в рамках фестиваля «Звёзды дискотек 90-х» в качестве сессионного музыканта артиста Ромы Жукова.
В 2019 году вышла тетралогия (собрание лучших музыкальных сочинений в четырёх альбомах).
В июле 2019 года Т. Ибрагимов работает клвишником в группе «Маленький принц» на гастролях в Артёмовском (Свердловская область).
В августе 2019 года на сайте издательства Ridero вышла электронная книга Тимофея Чернавина «Реестр Эпизодического Счастья». Книга опубликована в электронном формате и доступна для скачивания на интернет-ресурсах и для покупки в бумажном варианте.
В конце февраля 2020 года музыкант выступает в составе группы «Маленький принц» в Концертном зале правительства Москвы в рамках шоу «Дискотека 80-90».

## Телевидение
В 1994—1995 годах Тимур Ибрагимов работал телеведущим в музыкальной программе «Телекомпакт» на канале «Петербург — Пятый канал».

## Интернет-проекты
27 мая 2009 года состоялось открытие сайта Leningrad.tv. Он представлял собой авторский интернет-проект Тимура Ибрагимова, разработанный совместно с бывшим ведущим программы «Зебра» Павлом Гладневым и Олегом Зотовым. На сетевом ресурсе собрана коллекция раритетных видео Ленинградского Телевидения прошлых лет, собранная создателями сайта

## Дискография
1993 — «Тимур его команда» 

1995 — «Я не вернусь» 

1999 — «Очарованный странник» 

2006 — «Я не верю дождям» 

2016 — «Джунгли Амазонии. Избранное» 

2019 — «Тетралогия. Лучшее»

## Видеография
1993 — «Я не вернусь» 

1995 — «Эй, мост!» 

2008 — «Подняться в небо» 

2012 — «Обслуживание абонента временно приостановлено» 

2013 — «Майский ливень» 

2014 — «Русские уже в пути» 

2014 — «Мелодии снов» 

2015 — «Sein oder night sein»

## Награды и звания
1992 — лауреат III премии телевизионного фестиваля «Шлягер» 

1994 — лауреат I премии телевизионного фестиваля «Шлягер» 

1999 — лауреат фестиваля «Серебряный ключ» 

2001 — дипломант телевизионного фестиваля «Песня года» 

2013 — I место на конкурсе «Новые песни» проекта «Золотая дорожка» на «Дорожном радио» 

2015 — финалист фестиваля «Армейская волна» проекта «Золотая дорожка»